# Antonio Fischetti
Pour les articles homonymes, voir Fischetti.
Antonio Fischetti (né le 2 décembre 1960) est un chercheur et enseignant en physique spécialisé en acoustique, et un journaliste scientifique.

## Biographie
Docteur ès sciences, maître de conférences,, il a enseigné au Conservatoire national des arts et métiers, ainsi qu'à des élèves ingénieurs du son au CNSMDP et dans des écoles de cinéma telles que l'École Louis-Lumière ou la Fémis.
Après avoir été rédacteur en chef adjoint des numéros hors-série de Sciences et Avenir, il collabore depuis 1997 à la revue satirique Charlie Hebdo, où il rédige notamment des chroniques sur la science (« L'Empire des Sciences ») et l'écologie.
Il est également l'auteur d'un manuel d'acoustique, d'ouvrages de vulgarisation, et de documentaires.
En janvier 2015, il échappe à l'attentat contre Charlie Hebdo, car il assiste aux obsèques d'une tante. Il revient sur cet épisode et sur la perte de ses amis en décembre 2024 dans un documentaire intitulé Je ne veux plus y aller maman .

## Positions
Il s'est opposé à la circoncision rituelle et médicale dans de nombreux articles. Son analyse du statut actuel des prostituées rejoint le mouvement anti-prohibition.

## Publications
- 2001 : Initiation à l'acoustique : Cours et exercices, éd. Belin, coll. « Sup sciences / Physique », 287 p. + CD-ROM  (ISBN 2-7011-2683-5) ; 2e éd. 2003  (ISBN 2-7011-3695-4)
- 2002 : L'Angoisse du morpion avant le coït : 36 questions que vous ne vous êtes jamais posées sur le sexe, dessins Charb, éd. Albin Michel, 268 p.  (ISBN 2-226-13362-3) ; 2e éd. Pocket (no 11903), 2004  (ISBN 2-266-13180-X)
- 2004 : Charlie saute sur les sectes : 20 enquêtes et reportages chez les illuminés, dessins Tignous, numéro hors-série de Charlie Hebdo no 18, 98 p.
- 2005 : Charlie ramène sa science, avec Guillaume Lecointre, éd. Vuibert et Charlie Hebdo, 341 p.  (ISBN 2-7117-7159-8)
- 2007 : Le Désir et la Putain : Les Enjeux cachés de la sexualité masculine, avec Elsa Cayat, éd. Albin Michel, 259 p.  (ISBN 978-2-226-17927-2)
- 2007 : La Symphonie animale : Comment les bêtes utilisent le son, dessins Honoré, éd. Arte et Vuibert, 142 p. + DVD  (ISBN 978-2-7117-7145-5)
- 2009 : Éternuer dans le chou-fleur et autres métaphores sexuelles à travers le monde, dessins Charb, éd. Les Échappés et Charlie Hebdo, 139 p.  (ISBN 978-2-35766-009-0)
- 2011 : L'Empire des sciences, 200 découvertes qui nous concernent (+ ou -), illustrations Riss, Charb, Luz, éd. Les Échappés, 140 p.  (ISBN 978-2-357-66034-2)
- 2012 : Questions idiotes et pertinentes sur le genre humain : 36 réponses pour en finir (ou pas) avec les idées reçues, illustrations Kamagurka, éd. Albin Michel, 280 p.  (ISBN 978-2-226-24397-3)
- 2013 : Insectes superstars, avec Sol Camacho-Schlenker, illustrations Ale + Ale, éd. Actes Sud Junior, 72 p.  (ISBN 978-2-330-02433-8)
- 2014 : La vie des animaux, illustrations Cléo Germain, Actes Sud Junior, 35 p.
- 2015 : Chiens & chats sous la loupe des scientifiques, illustrations de Sébastien Mourrain, collaboration du docteur Dominique Autier-Dérian, éd.  Actes Sud Junior, éd. Cité des sciences et de l'industrie, 60 p.
- 2016 : Charlie au labo : les meilleures chroniques science de Charlie Hebdo, illustrations Loïc Faujour, éd. Belin, 347 p.
- 2019 : La planète des sciences : encyclopédie universelle des scientifiques, illustrations Guillaume Bouzard, éd. Dargaud, 77 p.

## Documentaires

### Scénariste
- 2007 : La Symphonie animale de Stéphane Quinson, 3 × 45 minutes. (La Guerre des sons, L'Hymne à l'amour, L'École du cri), diff. Arte (26, 27, 28 novembre). Prix de l'information scientifique au Festival international du scoop et du journalisme d'Angers. Prix du meilleur commentaire au Festival du film de nature de Namur.

### Réalisateur
- 2009 : Bonjour les morses, 52 minutes. Prix de la première réalisation au Festival international du film de montagne d'Autrans. Prix du jeune réalisateur au Festival international du film d'aventures de Dijon.
- 2024 : Je ne veux plus y aller maman, 110 minutes, avec Elsa Cayat, Yann Diener, Riss, Foolz, Liliane Roudière, Willem, Camille, Pellegrina et Antonio Fischetti[7].

### Acteur
- 2015 : L'Humour à mort de Emmanuel Leconte et Daniel Leconte (documentaire de 90 minutes) : lui-même